# Jan Protasewicz
Jan Protasewicz herbu Jastrzębiec – pisarz ziemski nowogródzki w 1615 roku, pisarz grodzki nowogródzki w 1620 roku.
Poseł nowogródzki na sejmy: 1615, 1619 i 1623 roku.